# Pietro Bonetto
Pietro Bonetto (né à Turin, le 11 décembre 1921 et mort dans la même ville le 4 décembre 2005) était un arbitre italien de football. Il débuta en 1947 et devint arbitre de première division italienne en 1954, puis arbitre international en 1957 et arrêta définitvement en 1962. Il obtint le Premio Giovanni Mauro lors de la saison 1960-1961 pour avoir été le meilleur arbitre de la saison.

## Carrière
Il a officié dans des compétitions majeures : 
- JO 1960 (1 match)
- Coupe d'Italie de football 1961-1962 (finale)